# Utacapnia poda
Utacapnia poda är en bäcksländeart som först beskrevs av Nebeker och Gaufin 1965.  Utacapnia poda ingår i släktet Utacapnia och familjen småbäcksländor. Inga underarter finns listade i Catalogue of Life.